# Gertie Söderberg
Gertie Söderberg, född 24 september 1892 i Stockholm, död 12 juni 1983, var en svensk skolledare. Hon var dotter till grosshandlare Albert Söderberg och Elisabet Hallier.
Söderberg blev filosofie kandidat 1915, filosofie magister 1917, filosofie licentiat 1922 och filosofie doktor samma år. Hon blev lärare vid kommunala mellanskolan i Stockholm 1924 och var lärare och rektor vid Stockholms stads hushållstekniska realskola 1929–1958. 
Söderberg var ordförande i Stockholms kvinnliga studentförening 1916–1918, i Akademiskt bildade kvinnors förening 1934–1942, i dess stockholmskrets 1942–1947, i kvinnliga kårsammanslutningarnas centralråd 1937–1945 och i sällskapet Nya Idun 1949–1956. Hon var styrelseledamot i Skolteatern 1934–1957, i nämnden för Stockholms stads skolor för hushållsyrken sedan 1939 (ordförande från 1961), Fredrika Bremer-förbundets skola för kvinnlig yrkesutbildning 1943–1963, utlänningsnämnden 1950–1964, Stockholms kommunala flickskola 1952–1958 och Wallin-Åhlinska gymnasiet 1954–1963. Hon var sakkunnig och sekreterare utredning angående organisation av Högre lärarinneseminariet 1932–1933. 
Söderberg skrev Contribution to the Forebrain Morphology in Amphibians (1922), var medarbetare i Vår föda (1933), i Kunskapens bok (1937) och i Vad vill du bli? (flickornas yrkesval 1937 och 1939). Hon ligger begravd på Norra begravningsplatsen i Stockholm.